# Wyłuszczenie kończyny
Wyłuszczenie kończyny – zabieg chirurgiczny polegający na odcięciu części lub całej kończyny na poziomie stawu, bez przecinania kości. Powierzchnia stawowa pokryta chrząstką tworzy kikut. Z części miękkich natomiast tworzy się płaty pokrywające kikut. Wyłuszczenia dokonuje się przy usuwaniu tkanki bardzo blisko stawu. Kikut po wyłuszczeniu może stwarzać gorsze niż po amputacji z przecięciem kości warunki do zastosowania protezy.